# 아흐마드 알파하드 알아흐메드 알사바

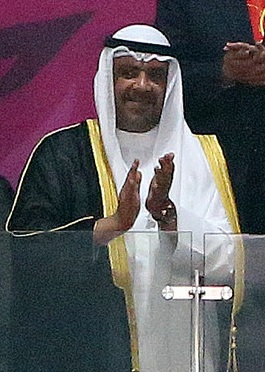

셰이크 아흐마드 알파하드 알아흐메드 알자베르 알사바(Sheikh Ahmad Al-Fahad Al-Ahmed Al-Jaber Al-Sabah, 1963년 8월 12일)는 아시아 올림픽 평의회 회장이다. 셰이크는 아랍어에서 사용하는 명예를 나타나는 존칭이므로 실제 이름은 '아흐마드 알파하드 알아흐메드 알자베르 알사바'이다.